# Svetovno prvenstvo v hokeju na ledu 2014
Svetovno prvenstvo v hokeju na ledu 2014 je 78. svetovno prvenstvo v hokeju na ledu. Vodila ga je Mednarodna hokejska zveza. Tekmovanje je tudi služilo kot kvalifikacije za Svetovno prvenstvo v hokeju na ledu 2015.

## Elitna divizija
Tekmovanje je potekalo od 9. do 25. maja 2014 v Beloruskem mestu Minsk.
Končni vrstni red
| 1. Rusija 2. Finska 3. Švedska 4. Češka 5. Kanada 6. ZDA 7. Belorusija 8. Francija | 1. Slovaška 2. Švica 3. Latvija 4. Norveška 5. Danska 6. Nemčija 7. Italija — izpad v Divizijo I A 8. Kazahstan — izpad v Divizijo I A |

## Divizija I
Tekmovanja v skupini A so potekala v Korejskem Goyangu .
Slovenija se je z zmago v tej skupini uvrstila v elitno skupino. 
| #  |              | Tekme | Zmage | Zmage v podaljših | Neodločeno | Poraz | Razlika | Točke |
| 1. | Slovenija    | 5     | 4     | 0                 | 0          | 1     | 15:06   | 12    |
| 2. | Avstrija     | 5     | 2     | 2                 | 0          | 1     | 20:14   | 10    |
| 3. | Japonska     | 5     | 3     | 0                 | 1          | 1     | 14:14   | 10    |
| 4. | Ukrajina     | 5     | 2     | 0                 | 1          | 2     | 18:13   | 07    |
| 5. | Madžarska    | 5     | 1     | 1                 | 1          | 2     | 16:18   | 06    |
| 6. | Južna Koreja | 5     | 0     | 0                 | 0          | 5     | 12:30   | 0     |